# Mesut Yılmaz
Ahmet Mesut Yılmaz (ur. 6 listopada 1947 w Stambule, zm. 30 października 2020 tamże) – turecki polityk i ekonomista, poseł do Wielkiego Zgromadzenia Narodowego Turcji, lider Partii Ojczyźnianej, minister i wicepremier, trzykrotny premier Turcji (1991, 1996, 1997–1999).

## Życiorys
W 1971 uzyskał licencjat z finansów i ekonomii na Uniwersytecie w Ankarze. W latach 1972–1974 odbył studia podyplomowe na Uniwersytecie Kolońskim. Do 1983 pracował na stanowiskach menedżerskich w sektorze prywatnym (w przedsiębiorstwach działających w przemyśle chemicznym i tekstylnym oraz w branży transportowej).
W 1983, w okresie demokratyzacji po zamachu stanu z 1980, przywrócono możliwość działania partii politycznych. Mesut Yılmaz został wówczas jednym z założycieli centroprawicowej i świeckiej Partii Ojczyźnianej (ANAP) zainicjowanej przez Turguta Özala. W tym samym roku po raz pierwszy uzyskał mandat posła do Wielkiego Zgromadzenia Narodowego Turcji. Czterokrotnie z powodzeniem ubiegał się o reelekcję, zasiadając w tureckim parlamencie do 2002. Był członkiem rządów, którymi kierowali założyciel ugrupowania ANAP i jego następca Yıldırım Akbulut. Pełnił funkcje ministra stanu i rzecznika prasowego rządu (1983–1986), ministra kultury (1986–1987) oraz ministra spraw zagranicznych (1987–1990). Ustąpił z ostatniego z tych stanowisk na skutek konfliktu z premierem. W czerwcu 1991 zastąpił Yıldırıma Akbuluta na funkcji przewodniczącego partii, a następnie w tym samym miesiąc również na stanowisku premiera. Urząd ten sprawował do listopada tegoż roku, gdy po przegranych przez ANAP wyborach na czele rządu stanął Süleyman Demirel z Partii Słusznej Drogi (DYP).
W kolejnych wyborach z 1995 pierwsze miejsce zajęli islamiści Necmettina Erbakana. ANAP podpisała wówczas porozumienie z DYP ustępującej premier Tansu Çiller celem utworzenia koalicji z rotacyjnym premierem. W konsekwencji w marcu 1996 Mesut Yılmaz ponownie stanął na czele gabinetu. Ustąpił już w czerwcu tegoż roku, gdy koalicjant zagroził zgłoszeniem wniosku o wotum nieufności. Kolejny rząd (tworzony przez partie Necmettina Erbakana i Tansu Çiller) ustąpił po około roku pod naciskiem wojskowych. Mesut Yılmaz w czerwcu 1997 po raz trzeci został premierem, tworząc gabinet wspierany przez ANAP, Partię Lewicy Demokratycznej Bülenta Ecevita i powstałą w wyniku rozłamu w DYP partię DTP Hüsamettina Cindoruka. W listopadzie 1998 przegłosowano wobec niego wotum nieufności, zakończył urzędowanie w styczniu 1999.
Później w tym samym roku został ministrem stanu w rządzie Bülenta Ecevita. Od 2000 by również wicepremierem. W wyborach w 2002 jego ugrupowanie nie przekroczyło wyborczego progu. Mesut Yılmaz w tymże roku zakończył pełnienie funkcji rządowych, a także ustąpił przywództwa w ANAP. W 2007 powrócił do parlamentu jako kandydat niezależny, mandat poselski wykonywał do 2011.